# Gerd Zacher
Gerd Zacher (ur. 6 lipca 1929 w Meppen, zm. 9 czerwca 2014 w Essen) – niemiecki kompozytor i organista. Pisał w nurcie modernistycznej muzyki klasycznej, wykorzystywał techniki rozszerzone i zapis w formie partytur graficznych i słownych. Interpretował partytury wielu współczesnych kompozytorów, w tym Johna Cage'a, Juana Allende-Blina, Mauricio Kagela, György Ligetiego, Hansa Ottego, Luisa de Pablo i Isang Yuna. Znany jest także jako interpretator dzieł Jana Sebastiana Bacha.

## Publikacje
- Analyze der Orgel – ein Interpretationskurs. W: Internationale Ferienkurse für neue Musik. 26. 1972. – Moguncja [ua ] : Schott, 1973. (Darmstädter Beiträge zur neuen Musik ; 13)
- Bach gegen seine Interpreten verteidigt : Aufsätze 1987–1992. Monachium : Tekst wydania u. Kritik, 1993. – 170 stron – (Musik-Konzepte ; 79/80)
- Beobachtungen i Erik Saties «Messe des pauvres». W: Erik Satie. – 2., erw. Aufl. – Monachium : Tekst wydania u. Kritik, 1988. – s. 48–63. – (Musik-Konzepte ; 11)
- Canonische Veränderungen, BWV 769 i 769 a. W: Bach Johann Sebastian – Das spekulative Spätwerk. – 2., unveränd. Aufl. – Monachium : Tekst wydania u. Kritik, 1999. – s. 3–19. – (Musik-Konzepte ; 17/18)
- Der geheime Text des Contrapunctus IV von Bach (Anregungen der Sprache für die Ausprägung von Musik). W: Stefan Klöckner (Hrsg. ): Godehard Joppich zum 60. Geburtstag, Bosse, Regensburg 1992, s. 219–237
- Die Erfahrung der Abwesenheit Gottes in der Musik des 20. Jahrhunderts. W: Wolfhart Pannenberg (Hrsg. ): Die Erfahrung der Abwesenheit Gottes in der modernen Kultur, Vandenhoek & Ruprecht, Göttingen 1984, s. 137–159
- Die Kunst einer Fuge. Als Begleitheft zur Wergo -CD 6184-2, 1990
- Die Riskanten Beziehungen zwischen Sonate und Kirchenlied : Mendelssohns Orgelsonaten op. 65 Nr. 1 i 6. W: Felix Mendelssohn Bartholdy. – Monachium : Tekst wydania u. Kritik, 1980. – s. 34–45. – (Musik-Konzepte; 14.15)
- Eine Fuge ist eine Fuge ist eine Fuge ( Liszts BACH-Komposition für Orgel). W: Musik und Kirche 47, 1977, H. 1, s. 15–23
- Erfahrungen bei der Interpretation graphisch notierter Orgelmusik. W: Rundbrief des Landeskirchenmusikdirektors der Evang. Luth. Landeskirche Schleswig-Holstein, grudzień 1966, s. 8 i nast.
- Frescobaldi i instrumentale Redekunst. W: Musik und Kirche 45, 1975, H. 2, s. 54–64
- „ «Ich kenne des Menschen nicht» : ein musikwissenschaftliches Dilemma (Zu Bachs Kunst der Fuge, Contrapunctus XI)”. W. Muzyka i Kirche. tom. 56. 1986. 6. s. 298–299
- Komponierte Formanten. W: Aimez-vous Brahms „Postępowiec”?. – Monachium : Tekst wydania u. Kritik, 1989. – s. 69–75. – (Musik-Konzepte ; 65)
- Livre d'orgue – eine Zumutung. W: Olivier Messiaen. – Monachium : Tekst wydania u. Kritik, 1982. – s. 92–107. – (Musik-Konzepte ; 28)
- Materialsammlung zu Dieter Schnebels Choralvorspielen. W: Dieter Schnebel. – Monachium : Tekst wydania u. Kritik, 1980. – s. 12–22. – (Musik-Konzepte, 16)
- Maks Reger. Zum Orgelwerk. W: Musik-Konzepte Nr. 115, 2002
- Meine Erfahrungen mit der «Improwizacja ajoutée». W: Kagel, 1991. godz. von Wernera Klüppelholza. – Kolonia : DuMont, 1991. – s. 136–154
- Orgelmusik vor 20, 30 Jahren, także podczas wojny Gegenwart noch Zukunft. W: Acta Organologica, Bd. 17, Berlin 1984, s. 17. 406–415
- Randbemerkungen über das Zählen w Schönbergs «Ein Überlebender aus Warschau». W: Arnold Schönberg. – Monachium : Tekst wydania u. Kritik, 1980. – s. 146–150. – (Musik-Konzepte ; Sonderband)
- Schöpferische Tradition statt Historismus. W: Acta Organologica, Bd. 17, Berlin 1984, s. 17. 184–207
- Über eine vergessene Tradition des Legatospiels. W: Musik und Kirche 43,, 1973, H. 4, s. 166–171
- Werkzeug Orgel. W: Der Kirchenmusiker 19, 1968, H. 5, s. 25. 1–4
- Zu Anton Weberns Bachverständnis. W: Anton Webern I. – Monachium : Tekst wydania u. Kritik, 1983. – s. 290–305. – (Musik-Konzepte ; Sonderband)

## Dzieła
- 1954: Fünf Transformationen für Klavier, op. 3
- 1960: Magnificat für zweistimmigen Chor, Bläser (oder Orgel) und Pauken, Edition Häusler, Stuttgart
- 1961: Różnice für Orgel, wyd. Petersa w Lipsku
- 1968: Szmaty (Palm 22,19) für Orgel. Isang Yun gewidmet (unveröffentlicht)
- 1968: 700000 Tage später (eine Lukaspassion) für gemischten Chor (12 bis 28 Mitwirkende)(unveröffentlicht).
- 1968/69: „Die Kunst einer Fuge” wyż Bachs Contrapunctus I w 10 Interpretationen für Orgel (CD: Wergo, 1996)
- 1987: 75 wydarzeń dla Orgel und Tonband. Zuma 75. Geburtstag von John Cage (unveröffentlicht)
- 1993: Trapez (in memoriam Hans Henny Jahnn) für Orgel (unveröffentlicht)
- L'heure qu'il est für zwei Klaviere im Vierteltonabstand (unveröffentlicht)